# Хосеф Рензуллі
Хосеф Рензуллі (народився 7 липня 1936 року) — американський педагог-психолог, почесний професор Університету Коннектикуту із шкільної освіти, автор троїстої моделі обдарованості, яка виявляється на перетині трьох людських властивостей: високих здібностей, цілеспрямованості, творчого підходу.

## Навчання
Хосеф Рензуллі здобув ступінь бакалавра в університеті Ровена. А ступінь магістра в галузі освіти отримав по закінченні Ратґерського університету. Докторський ступінь здобув в Університеті Вірджинії.

## Кар'єра

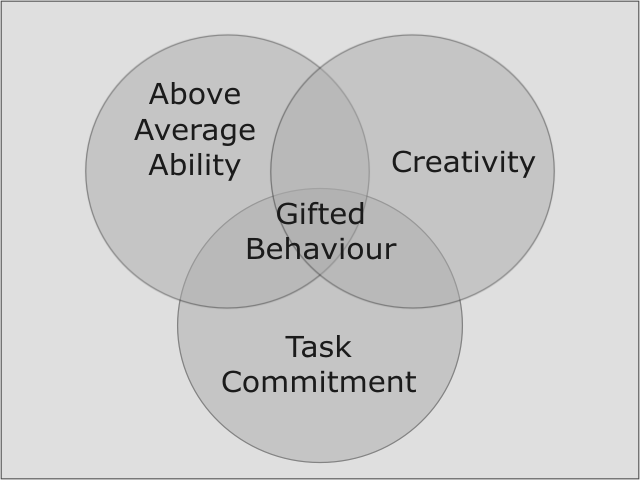

Хосеф Рензуллі входить до складу опікунської ради Університету Коннектикуту з шкільної освіти , як почесний професор. Він також обіймає посаду директора Національного дослідницького центру обдарованих і талановитих дітей в цьому ж Університеті. Його дослідження були спрямовані на виявлення і розвиток творчості і обдарованості у молоді, а також на вивчення організаційних моделей та освітніх стратегій для загального удосконалення діяльності школи. Його діяльність зосереджувалась на застосуванні стратегій навчання обдарованих дітей для вдосконалення навчання для всіх студентів.
Хосеф Рензуллі запропонував троїсту модель обдарованості, яка сприяє розширенню концепції обдарованості. Він також розробив модель «Шкільну модель збагачення» для розвитку талантів у дітей під час навчання у школі. Рензуллі відомий своїм внеском у розуміння обдарованості. Він стверджує, що люди з високими здібностями можуть лише тоді перетворити свої можливості на талант, коли їх оточення заохочує до цього.
Хосеф Рензуллі є членом Американської психологічної асоціації. Також він був консультантом робочої групи Білого дому з питань освіти обдарованих і талановитих. Він заснував програму UConn Mentor Connection для обдарованих молодих студентів і літню програму Confratute в UConn в 1978 році, яка обслуговує тисячі вчителів та адміністрації закладів загальної середньої освіти з усього світу.

## Вибрані публікації
- Renzulli, J.S. (1978). What Makes Giftedness? Reexamining a Definition. Phi Delta Kappan, 60(3), 180—184, 261.
- Renzulli, J.S. (1994). Schools for talent development: A practical plan for total school improvement. Mansfield Center, CT: Creative Learning Press.
- Renzulli, J.S., & Reis, S.M. (1985). The schoolwide enrichment model: A comprehensive plan for educational excellence. Mansfield Center, CT: Creative Learning Press.